# نوري ثابت
نوري ثابت، الملقب حبزبوز (1897 - 1938) كاتب وصحفي عراقي من روّاد الصحافة العراقية الساخرة، أصدر جريدة اسمها حبزبوز في 29 أيلول سنة 1931، اتخذ نوري ثابت عدة أسماء مستعارة ينشر بها مقالاته، مثل اسم (خجه خان)، و(جدوع بن دوخه)، و(غشيم)، و(بياع شراي)، وآخرها لقبه (حَبُز بُوز) الذي اشتهر به وسمّى عليه جريدته؛ نسبةً وتصغيراً لاسم الفَكِهِ البغدادي أحمد حبزبز، وُلد نوري في محلة كويزة بمدينة السليمانية حيث كان أبوه هناك ضابطاً للجيش العثماني، ذكرت وثائق عثمانية أنه من عشيرة الكروية القيسيين، درس أبوه في المدارس الحربية بالآستانة، وعُرف الأبُ بالفكاهة والظرافة، عاش نوري طفولته في الأحساء حيث كان أبوه عميداً في الجيش العثماني في الحامية التركية للأحساء، ودرس نوري هناك في المدرسة الرشدية الابتدائية في محلة الكوت، وتقلى هناك الفقه الحنفي من الشيخ عبد اللطيف بن عبد الرحمن الملا، ثم عاد إلى العراق ودرس المرحلة المتوسطة في بغداد في مدرسة الإعدادي الملكي فأكملَ فيها الدراسة الرشدية، ثم التحقَ بمدرسة الإعدادي العسكري في بغداد وتوجّه إلى الآستانة للدراسة في المدرسة الحربية فتخرج فيها سنة 1915، ورتبته حينئذٍ نائب ضابط، حتى سنة 1917 حين رُقّيَ إلى ضابط، قاتلَ في حروب العثمانيين في (القفقاس) و(الدردنيل) وجرحت يدُه اليمنى في إحدى المعارك، أراد التقاعد فرُض طلبه، ثم عمل في التعليم في بغداد، ابتداء من مدرس للجغرافية، ثم معاون مدير مدرسة، ثم مفتش تعليم، ثم فُصل من وظيفته، فأنشأ صحيفة حبزبوز سنة 1931 التي أحدث نهضة في هذا المجال ودخل الكاريكاتير العراقي عصرَهُ الذهبي، متمثلاً بعرض صور ساخرة وعليها تعليقات، علماً بأن صحافة الكاريكاتير العراقية بدأت سنة 1923، كان اسم حبزبوز أسطورياً لعامة الناس، ومرعباً لبعض السياسيين في العهد الملكي.

## من حبزبوز إلى الشعب العراقي
باسمك اللهم
من «أ. حبزبوز» إلى الشعب العراقي الكريم
الحمد لله، والصلاة على خير خلقه، وبعدُ؛ يعلم القراء أنني أكاتب الصحف العراقية منذ بضع سنوات بأسماء مستعارة مختلفة، فكان للأخير منها اسم «أحبزبز»، ومن بعد أن ضايقتني الجهات المعلومة — وهي محقة بذلك — تقلص هذا الاسم فصار (أ. حبزبوز) وهو الذي — على ما أعلم — قضى على حياتي في الوظيفة، ومن أجل ذلك اتخذته عنوانًا لصحيفتي هذه، وكنت منذ زمن بعيد أشعر بالرغبة عن حياة التوظيف راغبًا في الصحافة، ولا سيما الفكاهية منها، والحمد لله على الخاتمة.
خطتي:
إن هذه الصحيفة فكاهية أدبية فنية بحتة — على طول! — لا علاقة لها — توبة أستغفر الله العظيم! — بالسياسة والأحزاب مطلقًا.
تختلف الظنون على مبدئِي وتحوم الشكوك حول نزعتي! لذا وددت أن أزيح الستار وأقدم نفسي — بريزنته — إلى القراء.
يراني البعض كثير الاتصال بأشخاص الوزارة الحاليين معجبًا برئيسهم الشاب النبيل، فيظنني «عهدي»، وفي الحقيقة أني أقسم لكم بقضبان الحديد في «البالكون المعهود» على أنني لست ذاك.
ويراني البعض أكتب في جريدة الإخاء الوطني «البلاد» وشديد الإعجاب بأدمغة الإخائيين فيظنني «إخائي»، وأنا أقسم لكم بالبيت «الهاشمي» الرفيع، وبتربة «الكيلاني»٥ المقدسة، وبكل «جادر» ينصب في أيام الزيارات على أنني لست هذا.
ويذهب البعض مذهبًا آخر فيظنني «تقدمي» لصلة قرابة تجمعني مع بعض رجال هذا الحزب، فأنا أقسم لكم «بالمسناية مال خضر الياس» وأقسم لكم بمسيحة معالي القصاب على أنني لست كذلك.
ويراني البعض أتظاهر بالوطنية المتطرفة، وأدغدع أحيانًا محلة الكريملت فيظنني من «الحزب الوطني»، فأنا أقسم لكم بجبة معالي جعفر أبو التمن وأقبل الأيادي «العضبة» لكل من محمود رامز والأخ البدري فأقول: إنني مو منهم.
ويذهب فريق آخر مذهبًا بعيدًا نحو الماضي، فيظنني من «الحزب الحر العراقي» المرحوم، والكل يعلم أنني ما ضربت لكمة في الترجمانية ولا تناولت طعام الإفطار في ليالي رمضان في «الدركاء» المعلوم.
إذن لم يبقَ إلا شيء واحد وهو أنني لا إلى هؤلاء ولا إلى هؤلاء؛ أي بلا حزب يعني «حزب سز»، وهنا أقسم لكم — وهو القسم الأخير بحياة الشيخ — على أنني لست كذلك.
إذن مَن أنا وما هي نزعتي؟
أنا حبزبوز، وحبزبوز فقط، خادم الجميع وساعٍ وراء تحسين صحيفتي التي ستكون فكاهية فنية فقط؛ لعلي أصل بها إلى حد الصحف المصرية والسورية مثل «الفكاهة» و«الكشكول» و«الدبور» و«المضحك المبكي»...
وعلى الله وحده اتكالي وهو خير معين ونصير.